# Ufa
Ufa (rusko Уфа́, baškirsko Өфө, latinizirano: Öfö) je glavno in največje mesto Republike Baškortostan v Rusiji in z milijonom prebivalcev (po popisu leta 2010) in do 1,4 milijona prebivalcev v mestni aglomeraciji, enajsto največje rusko mesto. Ufa je tudi četrto najbolj naseljeno mesto v Privolškem federalnem okrožju.
Stoji ob vzhodnem bregu reke Belaja (»Bela reka«) v južnem Uralu, na planoti tik pod sotočjem z reko Ufa. Znano je predvsem kot industrijsko središče, z razvito težko industrijo (strojegradnja, elektrotehnika, lesnopredelovalna industrija, predelava nafte), pa tudi prometno, kulturno in izobraževalno središče Baškortostana. Tu ima sedež Baškirska državna univerza in več tehniških univerz ter različni inštituti.
Mesto velja za ustanovljeno leta 1574, ko je bila na mestu mesta po naročilu Ivana Groznega zgrajena trdnjava. Ufa je postala prestolnica gubernije Ufa leta 1865, ko se je gubernija odcepila od gubernije Orenburg. Kasneje je postala pomembna postojanka za popotnike na poti v Sibirijo in kraj, kamor so iz upravnih središč države pošiljali nezaželene posameznike v politično izgnanstvo. V drugi polovici 19. stoletja se je pričela razvijati industrija. Leta 1922 je Ufa postala glavno mesto Baškirske avtonomne sovjetske socialistične republike. Še intenzivneje se je začela razvijati kot industrijsko središče sredi 20. stoletja z razvojem izkoriščanja naftnega polja v volško-uralski kotlini. Leta 1956 ji je bilo priključeno satelitsko mesto Černikovsk, kjer so zgoščene rafinerije in petrokemične tovarne.
V Ufi je več izobraževalnih ustanov, vključno z državno univerzo Baškir, državno letalsko tehnično univerzo Ufa, državno naftno tehnološko univerzo Ufa in državno pravno univerzo Ura. Mesto je leta 2015 gostilo ločena vrha skupine BRICS in Šanghajske organizacije za sodelovanje.

## Etimologija
Ime Ufa izhaja iz imena reke Ufa, ob kateri leži mesto, vendar je izvor imena reke sporen. Ruski jezikoslovec Aleksandr Matvejev predlaga, da je ime iranskega izvora, iz ap, kar pomeni voda.
V prispevku, objavljenem leta 2014, raziskovalca Karimov in Habibov z Baškirske državne pedagoške univerze predstavljata in zagovarjata hipotezo, po kateri je pred izgradnjo temeljne ruske trdnjave leta 1574, ki je od takrat prerasla v sedanje mesto Ufa, že obstajala starodavna naselbina z imenom Ufa na vrhu hriba blizu ustja reke Ufe. Po njihovem mnenju so to naselje ustanovila turško govoreča plemena, da bi izvajala obrede in žrtvovanja bogu neba Tengriju, ta kraj pa so poimenovali Upe ali Ufe, ker se je v starih turških jezikih nekoč imenoval kraj obrednega žrtvovanja opo ali ope. Nadalje domnevajo, da so tudi sami prebivalci naselja postali imenovani pleme Upe ali Ufe, kasneje pa se je reka, ob kateri so cveteli in širili svoje naselje proti izviru, tudi imenovala Ufa. Karimov in Habibov trdita, da so se ruski graditelji trdnjave verjetno zavedali tega starodavnega imena in so zato svoje novo naselje poimenovali Ufa.

## Zgodovina
Zgodnja okolice Ufe sega v paleolitsko obdobje. Domnevno je bilo na mestu Ufe od 5. do 16. stoletja srednjeveško mesto. Na zemljevidu bratov Pizzigano (1367)  in na katalonskem atlasu (1375)   je bilo mesto približno ob reki Belaja označeno Pascherti (Bashkort), zemljevid Gerardusa Mercatorja (1554) pa je označil tudi naselje z imenom Pascherti. Francoski orientalist Henri Cordier povezuje položaj Paschertija s sedanjo lokacijo Ufe.
Ibn Khaldun je mesto med največjimi mesti Zlate horde imenoval Baškort.
Ruski zgodovinar iz 18. stoletja Peter Ričkov je zapisal, da je bilo na ozemlju Ufe pred prihodom Rusov veliko mesto.
Uradnik vlade okrožja Orenburg Vasilij Rebelenski je zapisal, da so Ufo ustanovili Baškirji.
Po naročilu Ivana Groznega je bila leta 1574 na mestu sodobne Ufe zgrajena trdnjava, ki je prvotno nosila ime hriba, na katerem je stala, Tura-Tau. 1574 se zdaj šteje za uradni datum ustanovitve Ufe. Status mesta je dobil leta 1586.
Preden je leta 1781 postalo sedež ločenega guvernorata Ufa, je bilo mesto skupaj z ostalimi baškirskimi deželami pod jurisdikcijo guvernerjev Orenburga. In čeprav je reforma iz leta 1796 ponovno združila Orenburg in Ufo, je leta 1802 mesto Ufa postalo novo središče celotnega okrožja Orenburg, ki je vključevalo velika ozemlja današnje republike Baškortostan, Orenburške oblasti in Čeljabinske oblasti. V letih 1800-1810 je škotsko ruski arhitekt William Heste razvil splošni načrt mesta za Ufo kot regionalno prestolnico, ki je oblikoval sodoben obris njenega zgodovinskega središča.
Vodna pot reke Belaje (1870) in železnica Samara-Zlatoust (1890) sta mesto povezala z evropskim delom Ruskega cesarstva in spodbudila razvoj mestne lahke industrije. Kot rezultat, je do leta 1913 prebivalstvo Ufe naraslo na 100.000. Med drugo svetovno vojno, po umiku Sovjetske zveze proti vzhodu leta 1941, je v Ufi deloval Abwehr (1941–1943) ; zaradi nekaj nemške infiltracije, ki se je zgodila v letih 1914–1943 zaradi vohunjenja, so bila številna industrijska podjetja zahodnih delov Sovjetske zveze evakuirana v Ufo. Mesto je postalo tudi vojni sedež sovjetske ukrajinske vlade.
Od 9. do 10. julija 2015 je Ufa gostila vrha skupine BRICS in Šanghajske organizacije za sodelovanje.

## Administrativne enote
Ufa je glavno mesto republike in v okviru upravnih delitev služi tudi kot upravno središče Ufimskega okrožja, čeprav ni njegov del. Kot upravna enota je skupaj s štiriindvajsetimi podeželskimi kraji ločeno vključena kot mesto republiškega pomena Ufa, upravna enota s statusom, ki je enak statusu okrožij. Kot občinska razdelitev je mesto republiškega pomena Ufa vključeno v mestno okrožje Ufa (Ufa Urban Okrug).

### Okrožja
Ufa je razdeljena na sedem upravnih okrožij..
| Št. | Okrožje           | št. prebivalcev 1. januarja 2020 |
| --- | ----------------- | -------------------------------- |
| 1   | Dyomsky           | 80.714                           |
| 2   | Kalininsky        | 207.750                          |
| 3   | Kirovsky          | 162.958                          |
| 4   | Leninsky          | 89.062                           |
| 5   | Oktyabrsky        | 246.476                          |
| 6   | Ordzhonikidzevsky | 164.682                          |
| 7   | Sovetsky          | 177.145                          |

## Gospodarstvo
Po Forbesu je bila leta 2013 Ufa najboljše mesto v Rusiji za posel med mesti z več kot milijon prebivalcev.
V Ufi je veliko mestnih podjetij, ki se ukvarjajo z rafiniranjem nafte, kemijo in strojništvom. Poleg tega je gospodarstvo Ufe sestavljeno iz številnih gorivnih, energetskih in inženirskih kompleksov.
V Ufi deluje približno 200 velikih in srednjih industrijskih podjetij.
Nekatera pomembna podjetja v Ufi so:
- Združenje za proizvodnjo motorjev Ufa: hčerinsko podjetje UEC Saturn (plinskoturbinski motorji)[24]
- petrokemična tovarna Ufimsky (hčerinska družba Bašnefta)
- Tovarna rafinerije Novo-Ufimsky (hčerinska družba Bašnefta)
- Rafinerija Ufimsky (hčerinska družba Bašnefta)
- Bashkir Trolleybus Manufacturing Plant JSC: proizvajalec vozičkov[25]

## Demografija
Prebivalstvo Ufe je leta 1980 preseglo milijon. Trenutno se uvršča na 11. mesto med ruskimi mesti po prebivalstvu in na 29. mesto med evropskimi mesti po mestu. Od 1. januarja 2009 je mesto predstavljalo 25,4 % vseh prebivalcev republike ali 42,2 % mestnega prebivalstva.
Po popisu 2010 je bila etnična sestava Ufe:
| Narodnost     | Število | Delež % |
| ------------- | ------- | ------- |
| Rusi          | 494.723 | 48,9    |
| Volški Tatari | 286.409 | 28,3    |
| Baškiri       | 172.794 | 17,1    |
| Ukrajinci     | 12.485  | 1,2     |
| Drugi         | —       | 4,5     |

## Geografija
Ufa leži v vzhodni Evropi blizu svoje kopenske meje s severno Azijo, ob sotočju rek Belaja (Agidel) in Ufa, na nizkih gričih, ki tvorijo planoto Ufa zahodno od južnega Urala. Površina mesta je 707,93 km2. Razteza se od severa proti jugu na 53,5 km in od zahoda proti vzhodu na 29,8 km.
Ufa ima toplo poletno celinsko podnebje (Köppen: Dfb). Za podnebje Ufe so značilne ostre zime, v nekaterih primerih pa so poletja lahko precej dolga in vroča.

## Ekološki problem
Na ozemlju Ufe se občasno čuti zadušljiv, neprijeten kemični vonj. Poročila medijev o vonju prihajajo z zavidljivo rednostjo. Vse te prijave niso neutemeljene, krivci pa se umikajo odgovornosti, ker v mestu ni sistema stalnega nadzora emisij (CEMS).
Odsotnost čiščenja ulic, na ulicah ni uličnih sesalnikov, cestnih sesalnikov, industrijskih (uličnih) sesalnikov.
V skladu z dopisom Zvezne službe za hidrometeorologijo in spremljanje okolja (Roshidromet) št. 20-18 / 218 z dne 11. 7. 18: »V okviru reševanja problemov na zvezni ravni pri izvajanju državnega spremljanja atmosferskega zraka, Teritorialni urad Roshidrometa - FGBU Bashkir UGMS spremlja onesnaževanje atmosferskega zraka v Ufi na devetih stacionarnih mestih državne opazovalne mreže, ki so v različnih delih mesta, da oceni stopnjo onesnaženosti zraka, ki nastane zaradi celotnega izpusta ter stacionarnih in mobilnih virov onesnaževala. Suspendirane snovi (prah) se merijo na vseh devetih mestih državne opazovalne mreže. Rezultati opazovanj vsebnosti onesnaževal so predstavljeni na uradni spletni strani Baškirske državne hidrometeorološke službe v rubriki "Spremljanje onesnaženosti okolja"  dnevno in mesečno. V letu 2017 je največja posamezna koncentracija suspendiranih snovi marca 2017 dosegla 4,6 MPC m. naslov: Oktyabrya Ave., 141, ki je v bližini avtoceste z gostim prometom, in aprila 2017 na pošti: Dostoyevsky St., 102/1, ki je na območju industrijskega podjetja. Skoraj vse postojanke državne opazovalne mreže so v letu 2017 zabeležile preseganje ene same koncentracije suspendiranih snovi. Hkrati z namenom izvajanja regionalnega državnega okoljskega nadzora za preprečevanje, odkrivanje in zatiranje kršitev s strani javnih organov, lokalnih organov in pravnih oseb, samostojnih podjetnikov in državljanov zahtev s področja varovanja atmosferskega zraka, v pristojnosti Ministrstva naravnih virov in okolja Republike Baškortostan upravlja Državna banka Republike Belorusije "Urad za državni analitični nadzor", katere naloge, vključno z GSI, "organizacija periodičnih mobilnih laboratorijev za spremljanje okolja na območjih, kjer živi prebivalstvo v republiko in v območjih zaščitnih ukrepov v sistemu splošnega programa celostnega okoljskega in sanitarno-higienskega spremljanja.« Ob obisku mesta  je bilo ugotovljeno, da je vseh 9 mest državne opazovalne mreže Roshidrometa na precejšnji razdalji od območja Inors in Sipaylovo, iz stanovanjskih območij. Nadzor MPC in kakovosti zraka v stanovanjskih območjih se ne izvaja.

## Šport
Mestni hokejski klub »Salavat Julajev« je dvakratni ruski prvak v hokeju na ledu. Ufa je leta 2009 gostila evropsko prvenstvo v biatlonu, leta 2022 pa bi moral tu potekati tudi del tekmovanj v svetovnem prvenstvu v odbojki za moške, a je Mednarodna odbojkarska federacija Rusiji odvzela prireditev zaradi invazije na Ukrajino.

## Mednarodne povezave
Ufa ima uradne povezave (pobratena/sestrska mesta oz. mesta-dvojčki) z naslednjimi kraji po svetu:
- Ankara, Turčija
- Biškek, Kirgizistan
- Halle, Nemčija
- Hefei, Kitajska
- Minsk, Belorusija
- Nančang, Kitajska
- Nursultan, Kazahstan
- Qiqihar, Kitajska
- Šenjang, Kitajska